# Abraham Meier Straus
Abraham Meier Straus (24. September 1856 in Diedelsheim – 11. Oktober 1934 in Karlsruhe) war ein deutscher Bankier und Mäzen in Karlsruhe.

## Leben
Abraham Meier Straus trat in das Bankhaus Straus & Companie ein, das 1870 von seinem Vater gegründet worden war. Er wurde Teilhaber dieser Bank, der größten Privatbank in Karlsruhe, die ihren Sitz am Friedrichsplatz hatte. Im Jahr 1938 wurde die Bank von den Nationalsozialisten nach dem damaligen Sprachgebrauch arisiert.
Kommerzienrat Straus war mit Betty, geb. Bauer (1864–1932) verheiratet. Er wurde 1929 Ehrensenator der damaligen Technischen Hochschule Karlsruhe. Zum 200-jährigen Stadtjubiläum stiftete er 1915 eine Skulptur Flora, die 1918/19 von Georg Schreyögg (1870–1934) geschaffen wurde. Sie stand hinter dem Haupteingang des Stadtgartens gegenüber dem Karlsruher Hauptbahnhof. Auf dem Sockel wurde der Name des Stifters eingraviert, der 1942 von den Nationalsozialisten entfernt wurde. Seit 1970 steht die Skulptur im Rosengarten und trägt wieder den Namen des Stifters.